# تیم ملی بسکتبال هنگ کنگ
تیم ملی بسکتبال هنگ کنگ نماینده هنگ کنگ در مسابقات بین‌المللی بسکتبال است. این تیم بالاترین سطح بسکتبال در کشور هنگ کنگ نیز هست.